# Bataille sur Le Bricks 2023
Navigation
Édition suivante
La 1re édition du Bataille sur Le Bricks 2023 (officiellement appelé le 2023 TireRack.com Battle on the Bricks) a été une course de voitures de sport organisée sur le circuit de l'Indianapolis Motor Speedway en Indiana, aux États-Unis, qui s'est déroulée du 15 septembre 2023 au 17 septembre 2023. Il s'agissait de la dixième manche manche du championnat WeatherTech SportsCar Championship 2023 et toutes les catégories de voitures du championnat ont participé à la course.

## Classement de la course
Voici le classement officiel au terme de la course.
- Les vainqueurs de chaque catégorie sont signalés par un fond jauni.

| Pos     | Classe  | no | Écurie                                      | Pilotes                                   | Châssis                                 | Tours | Temps               |
| ------- | ------- | -- | ------------------------------------------- | ----------------------------------------- | --------------------------------------- | ----- | ------------------- |
| Pos     | Classe  | no | Écurie                                      | Pilotes                                   | Moteur                                  | Tours | Temps               |
| 1       | GTP     | 6  | Porsche Team Penske                         | Mathieu Jaminet Nick Tandy                | Porsche 963                             | 113   | 2 h 41 min 00 s 878 |
| 1       | GTP     | 6  | Porsche Team Penske                         | Mathieu Jaminet Nick Tandy                | Porsche 9RD 4,6 L V8 Turbo              | 113   | 2 h 41 min 00 s 878 |
| 2       | GTP     | 7  | Porsche Team Penske                         | Matt Campbell Felipe Nasr                 | Porsche 963                             | 113   | + 17 s 421          |
| 2       | GTP     | 7  | Porsche Team Penske                         | Matt Campbell Felipe Nasr                 | Porsche 9RD 4,6 L V8 Turbo              | 113   | + 17 s 421          |
| 3       | GTP     | 25 | BMW M Team RLL                              | Connor De Phillippi Nick Yelloly          | BMW M Hybrid V8                         | 113   | + 32 s 964          |
| 3       | GTP     | 25 | BMW M Team RLL                              | Connor De Phillippi Nick Yelloly          | BMW P66/3 4,0 L V8 Turbo                | 113   | + 32 s 964          |
| 4       | GTP     | 31 | Whelen Engineering Racing                   | Pipo Derani Alexander Sims                | Cadillac V-Series.R                     | 113   | + 48 s 431          |
| 4       | GTP     | 31 | Whelen Engineering Racing                   | Pipo Derani Alexander Sims                | Cadillac LMC55R 5,5 L V8 Atmo           | 113   | + 48 s 431          |
| 5       | GTP     | 10 | Konica Minolta Acura ARX-06                 | Filipe Albuquerque Ricky Taylor           | Acura ARX-06                            | 113   | + 1 min 00 s 008    |
| 5       | GTP     | 10 | Konica Minolta Acura ARX-06                 | Filipe Albuquerque Ricky Taylor           | Acura AR24e 2,4 L V6 Turbo              | 113   | + 1 min 00 s 008    |
| 6       | GTP     | 60 | Meyer Shank Racing avec Curb-Agajanian      | Tom Blomqvist Colin Braun                 | Acura ARX-06                            | 113   | + 1 min 09 s 574    |
| 6       | GTP     | 60 | Meyer Shank Racing avec Curb-Agajanian      | Tom Blomqvist Colin Braun                 | Acura AR24e 2,4 L V6 Turbo              | 113   | + 1 min 09 s 574    |
| 7       | GTP     | 01 | Cadillac Racing                             | Sébastien Bourdais Renger van der Zande   | Cadillac V-Series.R                     | 113   | + 1 min 10 s 986    |
| 7       | GTP     | 01 | Cadillac Racing                             | Sébastien Bourdais Renger van der Zande   | Cadillac LMC55R 5,5 L V8 Atmo           | 113   | + 1 min 10 s 986    |
| 8       | GTP     | 5  | JDC Miller Motorsports                      | Mike Rockenfeller Tijmen van der Helm     | Porsche 963                             | 113   | + 1 min 11 s 470    |
| 8       | GTP     | 5  | JDC Miller Motorsports                      | Mike Rockenfeller Tijmen van der Helm     | Porsche 9RD 4,6 L V8 Turbo              | 113   | + 1 min 11 s 470    |
| 9       | GTP     | 59 | Proton Competition                          | Gianmaria Bruni Harry Tincknell           | Porsche 963                             | 113   | + 1 min 13 s 652    |
| 9       | GTP     | 59 | Proton Competition                          | Gianmaria Bruni Harry Tincknell           | Porsche 9RD 4,6 L V8 Turbo              | 113   | + 1 min 13 s 652    |
| 10      | LMP2    | 11 | TDS Racing                                  | Mikkel Jensen Steven Thomas               | Oreca 07                                | 110   | + 3 tours           |
| 10      | LMP2    | 11 | TDS Racing                                  | Mikkel Jensen Steven Thomas               | Gibson GK428 4,2 L V8 Atmo              | 110   | + 3 tours           |
| 11      | LMP2    | 8  | Tower Motorsports                           | Louis Delétraz Dan Goldburg               | Oreca 07                                | 110   | + 3 tours           |
| 11      | LMP2    | 8  | Tower Motorsports                           | Louis Delétraz Dan Goldburg               | Gibson GK428 4,2 L V8 Atmo              | 110   | + 3 tours           |
| 12      | LMP2    | 04 | Crowdstrike Racing by APR                   | Ben Hanley George Kurtz                   | Oreca 07                                | 110   | + 3 tours           |
| 12      | LMP2    | 04 | Crowdstrike Racing by APR                   | Ben Hanley George Kurtz                   | Gibson GK428 4,2 L V8 Atmo              | 110   | + 3 tours           |
| 13      | LMP2    | 52 | PR1/Mathiasen Motorsports                   | Paul-Loup Chatin Ben Keating              | Oreca 07                                | 109   | + 4 tours           |
| 13      | LMP2    | 52 | PR1/Mathiasen Motorsports                   | Paul-Loup Chatin Ben Keating              | Gibson GK428 4,2 L V8 Atmo              | 109   | + 4 tours           |
| 14      | LMP2    | 35 | TDS Racing                                  | Giedo van der Garde Rodrigo Sales         | Oreca 07                                | 108   | + 5 tours           |
| 14      | LMP2    | 35 | TDS Racing                                  | Giedo van der Garde Rodrigo Sales         | Gibson GK428 4,2 L V8 Atmo              | 108   | + 5 tours           |
| 15      | LMP3    | 17 | AWA                                         | Wayne Boyd Anthony Mantella               | Duqueine D08                            | 107   | + 6 tours           |
| 15      | LMP3    | 17 | AWA                                         | Wayne Boyd Anthony Mantella               | Nissan VK56DE 5,6 L V8 Atmo             | 107   | + 6 tours           |
| 16      | LMP3    | 74 | Riley Motorsports                           | Josh Burdon (en) Gar Robinson             | Ligier JS P320                          | 107   | + 6 tours           |
| 16      | LMP3    | 74 | Riley Motorsports                           | Josh Burdon (en) Gar Robinson             | Nissan VK56DE 5,6 L V8 Atmo             | 107   | + 6 tours           |
| 17      | LMP3    | 30 | Jr III Racing                               | Nolan Siegel (en) Garett Grist            | Ligier JS P320                          | 107   | + 6 tours           |
| 17      | LMP3    | 30 | Jr III Racing                               | Nolan Siegel (en) Garett Grist            | Nissan VK56DE 5,6 L V8 Atmo             | 107   | + 6 tours           |
| 18      | LMP3    | 29 | Jr III Racing                               | Bijoy Garg (en) Guilherme Oliveira (en)   | Ligier JS P320                          | 107   | + 6 tours           |
| 18      | LMP3    | 29 | Jr III Racing                               | Bijoy Garg (en) Guilherme Oliveira (en)   | Nissan VK56DE 5,6 L V8 Atmo             | 107   | + 6 tours           |
| 19      | LMP3    | 13 | AWA                                         | Matt Bell Orey Fidani<                    | Duqueine D08                            | 107   | + 6 tours           |
| 19      | LMP3    | 13 | AWA                                         | Matt Bell Orey Fidani<                    | Nissan VK56DE 5,6 L V8 Atmo             | 107   | + 6 tours           |
| 20      | LMP2    | 18 | Era Motorsport                              | Ryan Dalziel Dwight Merriman              | Oreca 07                                | 106   | + 7 tours           |
| 20      | LMP2    | 18 | Era Motorsport                              | Ryan Dalziel Dwight Merriman              | Gibson GK428 4,2 L V8 Atmo              | 106   | + 7 tours           |
| 21      | LMP3    | 33 | Sean Creech Motorsport                      | João Barbosa Lance Willsey                | Ligier JS P320                          | 106   | + 7 tours           |
| 21      | LMP3    | 33 | Sean Creech Motorsport                      | João Barbosa Lance Willsey                | Nissan VK56DE 5,6 L V8 Atmo             | 106   | + 7 tours           |
| 22      | LMP3    | 4  | Ave Motorsports                             | Kevin Conway (en) John Geesbreght         | Ligier JS P320                          | 105   | + 8 tours           |
| 22      | LMP3    | 4  | Ave Motorsports                             | Kevin Conway (en) John Geesbreght         | Nissan VK56DE 5,6 L V8 Atmo             | 105   | + 8 tours           |
| 23      | GTD Pro | 79 | WeatherTech Racing                          | Jules Gounon Daniel Juncadella            | Mercedes-AMG GT3 Evo                    | 104   | + 9 tours           |
| 23      | GTD Pro | 79 | WeatherTech Racing                          | Jules Gounon Daniel Juncadella            | Mercedes-Benz M159 6,2 L V8 Atmo        | 104   | + 9 tours           |
| 24      | GTD Pro | 23 | Heart of Racing Team                        | Ross Gunn (en) Alex Riberas               | Aston Martin Vantage AMR GT3            | 104   | + 9 tours           |
| 24      | GTD Pro | 23 | Heart of Racing Team                        | Ross Gunn (en) Alex Riberas               | Aston Martin 4,0 L V8 Turbo             | 104   | + 9 tours           |
| 25      | GTD Pro | 14 | Vasser Sullivan                             | Ben Barnicoat Jack Hawksworth             | Lexus RC F GT3                          | 104   | + 9 tours           |
| 25      | GTD Pro | 14 | Vasser Sullivan                             | Ben Barnicoat Jack Hawksworth             | Toyota 2UR 5,0 L V8 Atmo                | 104   | + 9 tours           |
| 26      | GTD     | 57 | Winward Racing                              | Russell Ward (en) Philip Ellis            | Mercedes-AMG GT3 Evo                    | 104   | + 9 tours           |
| 26      | GTD     | 57 | Winward Racing                              | Russell Ward (en) Philip Ellis            | Mercedes-Benz M159 6,2 L V8 Atmo        | 104   | + 9 tours           |
| 27      | GTD     | 78 | Forte Racing Powered by US RaceTronics (en) | Misha Goikhberg Loris Spinelli (pl)       | Lamborghini Huracán GT3 Evo 2           | 104   | + 9 tours           |
| 27      | GTD     | 78 | Forte Racing Powered by US RaceTronics (en) | Misha Goikhberg Loris Spinelli (pl)       | Lamborghini 5,2 L V10 Atmo              | 104   | + 9 tours           |
| 28      | GTD     | 1  | Paul Miller Racing                          | Bryan Sellers Madison Snow                | BMW M4 GT3                              | 104   | + 9 tours           |
| 28      | GTD     | 1  | Paul Miller Racing                          | Bryan Sellers Madison Snow                | BMW S58B30T0 3,0 L i6 M TwinPower Turbo | 104   | + 9 tours           |
| 29      | GTD     | 27 | Heart of Racing Team                        | Roman De Angelis (en) Marco Sørensen      | Aston Martin Vantage AMR GT3            | 104   | + 9 tours           |
| 29      | GTD     | 27 | Heart of Racing Team                        | Roman De Angelis (en) Marco Sørensen      | Aston Martin 4,0 L V8 Turbo             | 104   | + 9 tours           |
| 30      | GTD     | 96 | Turner Motorsport                           | Robby Foley Patrick Gallagher (en)        | BMW M4 GT3                              | 104   | + 9 tours           |
| 30      | GTD     | 96 | Turner Motorsport                           | Robby Foley Patrick Gallagher (en)        | BMW S58B30T0 3,0 L i6 M TwinPower Turbo | 104   | + 9 tours           |
| 31      | GTD     | 77 | Wright Motorsports                          | Alan Brynjolfsson Trent Hindman           | Porsche 911 GT3 R                       | 104   | + 9 tours           |
| 31      | GTD     | 77 | Wright Motorsports                          | Alan Brynjolfsson Trent Hindman           | Porsche 4,2 L Flat Six Atmo             | 104   | + 9 tours           |
| 32      | GTD Pro | 9  | Pfaff Motorsports                           | Klaus Bachler Patrick Pilet               | Porsche 911 GT3 R                       | 104   | + 9 tours           |
| 32      | GTD Pro | 9  | Pfaff Motorsports                           | Klaus Bachler Patrick Pilet               | Porsche 4,2 L Flat Six Atmo             | 104   | + 9 tours           |
| 33      | GTD Pro | 3  | Corvette Racing                             | Antonio García Tommy Milner Jordan Taylor | Chevrolet Corvette C8.R GTD             | 104   | + 9 tours           |
| 33      | GTD Pro | 3  | Corvette Racing                             | Antonio García Tommy Milner Jordan Taylor | Chevrolet 5,5 L V8 Atmo                 | 104   | + 9 tours           |
| 34      | GTD     | 97 | Turner Motorsport                           | Bill Auberlen Chandler Hull               | BMW M4 GT3                              | 104   | + 9 tours           |
| 34      | GTD     | 97 | Turner Motorsport                           | Bill Auberlen Chandler Hull               | BMW S58B30T0 3,0 L i6 M TwinPower Turbo | 104   | + 9 tours           |
| 35      | GTD     | 92 | Kellymoss avec Riley                        | David Brule Alec Udell (en)               | Porsche 911 GT3 R                       | 104   | + 9 tours           |
| 35      | GTD     | 92 | Kellymoss avec Riley                        | David Brule Alec Udell (en)               | Porsche 4,2 L Flat Six Atmo             | 104   | + 9 tours           |
| 36      | GTD     | 32 | Team Korthoff Motorsports                   | Mikaël Grenier Mike Skeen (en)            | Mercedes-AMG GT3 Evo                    | 104   | + 9 tours           |
| 36      | GTD     | 32 | Team Korthoff Motorsports                   | Mikaël Grenier Mike Skeen (en)            | Mercedes-Benz M159 6,2 L V8 Atmo        | 104   | + 9 tours           |
| 37      | GTD     | 80 | AO Racing Team                              | P.J. Hyett (en) Sebastian Priaulx (en)    | Porsche 911 GT3 R                       | 104   | + 9 tours           |
| 37      | GTD     | 80 | AO Racing Team                              | P.J. Hyett (en) Sebastian Priaulx (en)    | Porsche 4,2 L Flat Six Atmo             | 104   | + 9 tours           |
| 38 Abd. | LMP3    | 54 | MLT Motorsports                             | Jason Rabe Dakota Dickerson               | Ligier JS P320                          | 103   | Contact             |
| 38 Abd. | LMP3    | 54 | MLT Motorsports                             | Jason Rabe Dakota Dickerson               | Nissan VK56DE 5,6 L V8 Atmo             | 103   | Contact             |
| 39      | GTD     | 91 | Kellymoss avec Riley                        | Kay van Berlo Alan Metni (en)             | Porsche 911 GT3 R                       | 103   | + 10 tours          |
| 39      | GTD     | 91 | Kellymoss avec Riley                        | Kay van Berlo Alan Metni (en)             | Porsche 4,2 L Flat Six Atmo             | 103   | + 10 tours          |
| 40      | GTP     | 24 | BMW M Team RLL                              | Philipp Eng Augusto Farfus                | BMW M Hybrid V8                         | 103   | + 10 tours          |
| 40      | GTP     | 24 | BMW M Team RLL                              | Philipp Eng Augusto Farfus                | BMW P66/3 4,0 L V8 Turbo                | 103   | + 10 tours          |
| 41      | GTD     | 94 | Andretti Autosport                          | Jarett Andretti (en) Gabby Chaves         | Aston Martin Vantage AMR GT3            | 103   | + 10 tours          |
| 41      | GTD     | 94 | Andretti Autosport                          | Jarett Andretti (en) Gabby Chaves         | Aston Martin 4,0 L V8 Turbo             | 103   | + 10 tours          |
| 42      | GTD     | 66 | Gradient Racing                             | Katherine Legge Sheena Monk               | Acura NSX GT3 Evo22                     | 103   | + 10 tours          |
| 42      | GTD     | 66 | Gradient Racing                             | Katherine Legge Sheena Monk               | Acura 3,5 L V6 Turbo                    | 103   | + 10 tours          |
| 43      | GTD     | 12 | Vasser Sullivan                             | Frankie Montecalvo Aaron Telitz           | Lexus RC F GT3                          | 103   | + 10 tours          |
| 43      | GTD     | 12 | Vasser Sullivan                             | Frankie Montecalvo Aaron Telitz           | Toyota 2UR 5,0 L V8 Atmo                | 103   | + 10 tours          |
| 44      | GTD     | 15 | Lone Star Racing                            | Scott Andrews Anton Dias Perera           | Mercedes-AMG GT3 Evo                    | 103   | + 10 tours          |
| 44      | GTD     | 15 | Lone Star Racing                            | Scott Andrews Anton Dias Perera           | Mercedes-Benz M159 6,2 L V8 Atmo        | 103   | + 10 tours          |
| 45      | LMP3    | 38 | Performance Tech Motorsports                | Connor Bloum Alexander Koreiba            | Ligier JS P320                          | 102   | + 11 tours          |
| 45      | LMP3    | 38 | Performance Tech Motorsports                | Connor Bloum Alexander Koreiba            | Nissan VK56DE 5,6 L V8 Atmo             | 102   | + 11 tours          |
| 46      | GTD     | 70 | Inception Racing                            | Brendan Iribe Frederik Schandorff         | McLaren 720S GT3 Evo                    | 96    | + 17 tours          |
| 46      | GTD     | 70 | Inception Racing                            | Brendan Iribe Frederik Schandorff         | McLaren M840T 4,0 l V8 Bi-Turbo         | 96    | + 17 tours          |
| 47      | LMP2    | 20 | High Class Racing                           | Dennis Andersen Ed Jones                  | Oreca 07                                | 78    | + 35 tours          |
| 47      | LMP2    | 20 | High Class Racing                           | Dennis Andersen Ed Jones                  | Gibson GK428 4,2 L V8 Atmo              | 78    | + 35 tours          |
| 48 Abd. | GTD     | 93 | Racers Edge Motorsports avec WTR            | Ashton Harrison Kyle Marcelli             | Acura NSX GT3 Evo22                     | 24    | Suspension casée    |
| 48 Abd. | GTD     | 93 | Racers Edge Motorsports avec WTR            | Ashton Harrison Kyle Marcelli             | Acura 3,5 L V6 Turbo                    | 24    | Suspension casée    |

## Pole position et record du tour
- Pole position :  Matt Campbell (#7 Porsche Team Penske) en 1 min 13 s 672
- Meilleur tour en course :  Matt Campbell (#7 Porsche Team Penske) en 1 min 15 s 524

## À noter
- Longueur du circuit : 2,439 miles
- Distance parcourue par les vainqueurs : 275,607 miles